# Csákvári Nagy Lajos
Csákvári Nagy Lajos (Budapest, 1923. április 4. – 2014. szeptember) magyar festő és szobrászművész. Felesége Csókos Varga Györgyi Magyar Örökség díjas képzőművész.

## Életútja
Ifjú korában az orvosi műszerész szakmában dolgozott, majd a Gallé iskolában rajzolt és ott korrektúrázott is. 1944–1950 közt tanulmányokat folytatott a Képzőművészeti Főiskolán, ahol Bernáth Aurél tanítványaként végzett a festőszakon.
Szobrászatot Ferenczy Bénitől, mozaikmesterséget Fónyi Gézától tanult.
Feleségével, Csókos Varga Györgyi képzőművésszel együtt az 1950-es évek elején Csákváron tanított, innen 1954-ben Etyekre költözek át, 8 gyermeküket nevelték fel.
Temetése 2014. szeptember 19-én Etyeken volt.

## Munkássága
A festészet mellett 1950 és 1970 között több képzőművész kartontervét ültette át mozaikba és kivitelezte is egyúttal, így például Budapesten a Nemzeti Színház előcsarnokában látható Színjátszás című Barcsay Jenő alkotást.
1970-től kizárólag szobrászattal foglalkozott. Márványból, bronzból, betonból, poliészterből készültek alkotásai, de főképpen fával dolgozott. Kisplasztikáit múzeumokban, közintézményekben őrzik, mozaikjai, köztéri alkotásai közösségi tereinket díszítik vagy szimbolizálják. Egyéni különlegességei az organikus faszobrok. Nyaranként rendszeresen a Kecskeméti művésztelepen működött.
Tagja volt a Magyar Képzőművészek és Iparművészek Szövetsége Szobrász Szakosztályának és a Magyar Alkotóművészek Országos Egyesületének és a Ferencvárosi Képzőművészek Egyesületének.

## A Magyar Guernica
Kohán György Kossuth-díjas festőművész, grafikus 1941-ben készítette el 2350x9500 mm-es papíron Háború emléke című krétarajzát, amelyet Pablo Picasso Guernica című festménye nyomán Magyar Guernica néven is emlegetnek. Az 1965-ben megrendelt márványmozaik változata csak halála után valósult meg. A székesfehérvári SZOT székházban Csákvári Nagy Lajos (Zeusz) készítette el. A monumentális murális kompozíciót 2004 júniusában Gyulára szállították és novemberben avatták fel a XX. Századi Hősök és Áldozatok emlékműve címen a Kohán Múzeum közelében.'

## Kiállításai (válogatás)

### Egyéni
- 1971 – Coburg (NSZK)
- 1972 – München
- 1974 – Párizs
- 1975 – Sárbogárd és Gárdony
- 1979 – Székesfehérvár
- 1981 – Mór
- 1982 – Szeged
- 1984 – Budapest és Sárospatak, Vár
- 1985 – Sárbogárd
- 1989 – Tata és Dorog
- 1982 – Móra Ferenc Múzeum, Szeged – Kupola Galéria
- 1989 – Vármúzeum, Tata – Galéria, Dorog
- 1994 – Budapest Galéria, Budapest – Erdei Ferenc Művelődési Központ, Kecskemét
- 1995 – Csepel Galéria, Budapest
- 1996 – Kertesi Galéria
- 1998 – Tétény Galéria, Budapest-Tétény-Budafok.
- 2002 – Budapest, Óbudai Művelődési Központ

### Csoportos
- 1971 – Kunstverein, Coburg
- 1972 – Fürnian-austellung, Haus der Kunst, München
- 1973 – Rothenburg
- 1974 – Courcelle es Rouelle, Malmaison, Párizs
- 1979 – Videoton Művelődési Ház, Székesfehérvár
- 1983 – Pataky Művelődési Ház, Budapest
- 1984 – Rákóczi Múzeum, Sárospatak
- 1989, 1990 – Téli Tárlat, Magyar Képzőművészek és Iparművészek Szövetsége, Műcsarnok, Budapest
- 1990 – Árkád Galéria, Budapest – Legújabbkori Történeti Múzeum
- 1991 – Nyári Tárlat, Debrecen
- 1992 – Árkád Galéria, Budapest – XII. Nemzetközi Dante Kiállítás, Ravenna – Aba Novák Terem, Szolnok – Vigadó Galéria, Budapest – II. Országos Szobrász-Rajz Biennále, Nagytétényi Galéria
- 1993 – Correns (Franciaország)
- 1995 – Vigadó Galéria, Budapest – Mezőgazdasági Múzeum, Budapest – Dán Intézet, Kecskemét
- 1996 – Erdei Ferenc Művelődési Központ, Kecskemét – Euroart '96, Remshalden (Németország)
- 1997 – Budafoki Pincetárlat – Ferencvárosi Pincegaléria, Budapest – Bank Center, Budapest – Magyar Szalon '97, Műcsarnok, Budapest
- 1998 – Kápolna, Etyek – Pest Center, Budapest.

## Köztéri művei
- Beton térplasztikák (szobrok, Kecskemét, István király körút);
- Színjátszás [Barcsayval] (mozaik, Nemzeti Színház);
- Asszonyok [Barcsayval] (márványmozaik, Miskolc, Egyetemi Könyvtár);
- Róth Miksa üvegmozaik rekonstrukció és saját tervezésű Táncsics-fej (Népszava-székház);
- A háború emlékére Kohánnal (márványmozaik, Székesfehérvár, SZOT-székház).

## Művei közgyűjteményekben
- Állami Gazdaság, Hajós;
- Grand Hotel Hungária, Budapest;
- Házasságkötő Terem, Tiszakürt;
- Szent István Király Múzeum, Székesfehérvár;
- Magyar Nemzeti Galéria, Budapest;
- Művelődési Központ-Könyvtár, Dunaújváros;
- Városháza, Coburg;
- Városi Könyvtár, Székesfehérvár.[4]

## Díjak, elismerések (válogatás)
- 1949 – VIT-díj, Budapest;
- 1958 – Alba Regia-díj, Székesfehérvár;
- 1995 – A Mezőgazdasági Múzeum pályázatának különdíja.